# Geïllustreerd Politie-Nieuws
Het Geïllustreerd Politie-Nieuws was een Nederlands sensatieblad geïllustreerd met gravures dat in 1873 voor het eerst verscheen. Het bevatte verslagen van rechtszaken en reconstructies van ongelukken, misdaden en vechtpartijen.

## Geschiedenis
Het blad was een navolging van het Engelse The Illustrated Police News (en). Het werd gedrukt en uitgegeven door Niendieck & Eden te Amsterdam, vanaf 1876 gaf Ernst Friedrich Eden het op eigen naam uit. Een nummer van het blad telde twee pagina's en kostte 10 cent, een abonnement van drie maanden een gulden. Dit laatste was "franco door het geheele Rijk", dus het blad was tegen dezelfde prijs ook in de koloniën verkrijgbaar.
Het verscheen wekelijks op zaterdag, de dag dat de arbeiders hun loon uitbetaald kregen. Door de afschaffing van het dagbladzegel in 1869 waren kranten en andere bladen nu ook betaalbaar voor arbeiders. Vanaf 1876 verscheen het twee keer per week, op woensdag en zaterdag. Weer later verscheen het tweewekelijks.

## Illustraties
Bijzonder in het blad waren de getekende illustraties. Op de voorpagina stond een grote houtgravure of litho. In die tijd hadden dagbladen nauwelijks illustraties bij het nieuws.
Jan Sluijters en Johan Braakensiek zijn hun loopbaan als illustrator bij dit blad begonnen. Andere bekende illustrators waren August Reijding en Nicolaas van der Waay.

### Voorbladen

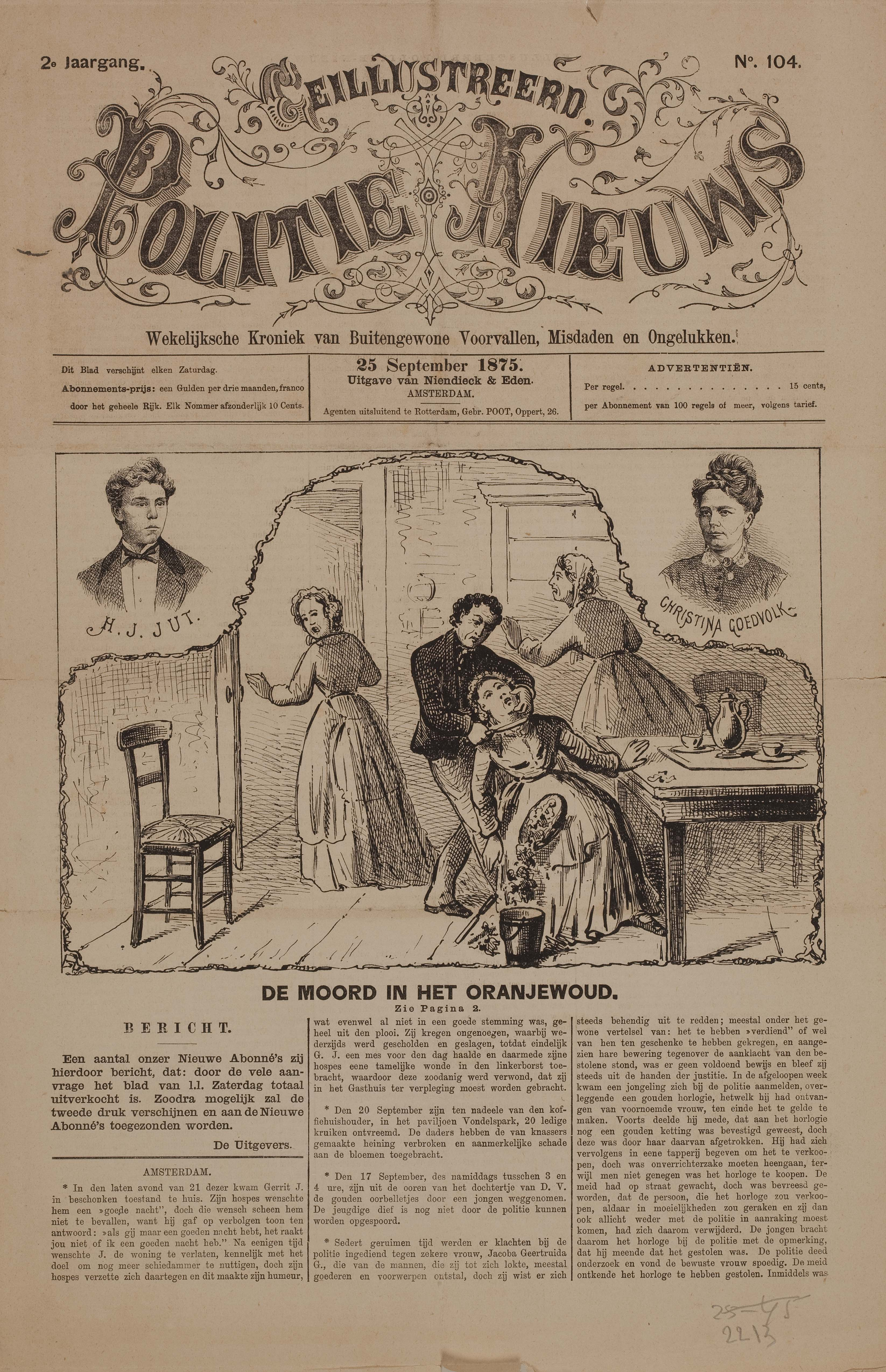
1875: Hendrik Jut
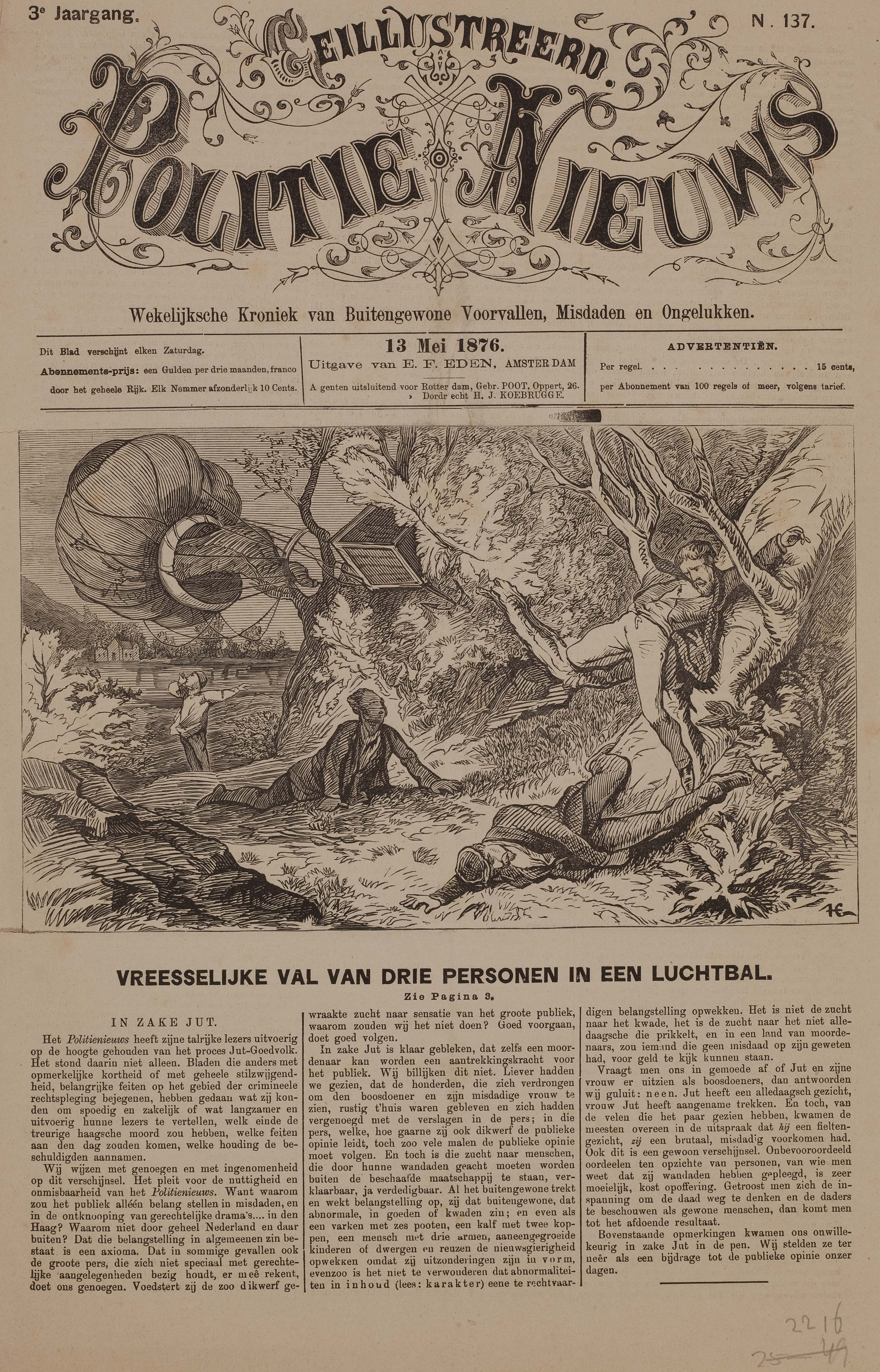
1876: een ongeluk met een luchtbal
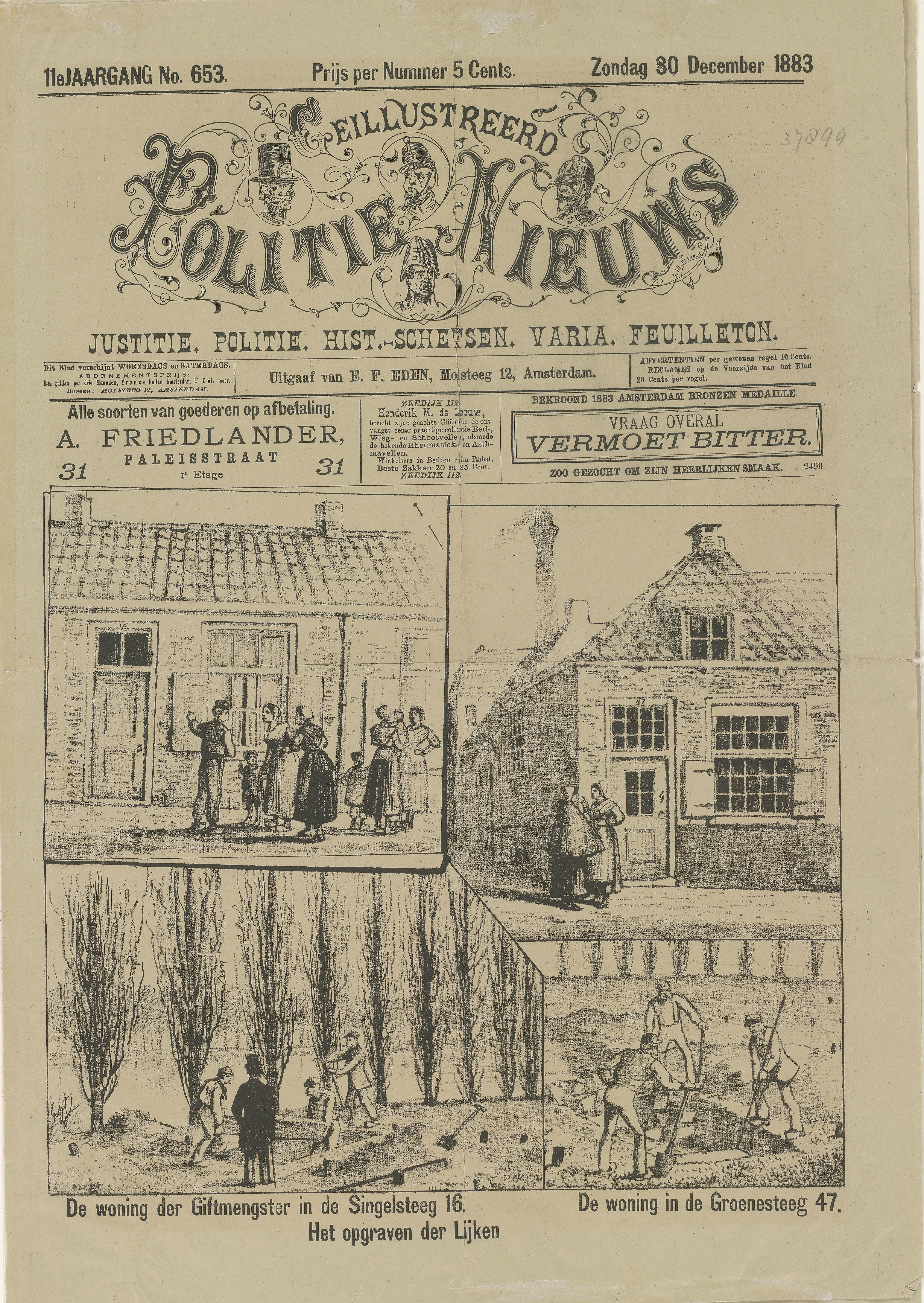
1883: Goeie Mie